# 32. srbska brigada (NOVJ)
Za druge 32. brigade glejte 32. brigada.
32. srbska brigada (srbohrvaško: 32. srpska brigada) je bila brigada v sestavi Narodnoosvobodilne vojske in partizanskih odredov Jugoslavije in ki je delovala med drugo svetovno vojno na področju Kraljevine Jugoslavije.

## Organizacija
- štab
- 3x bataljon